# Postlexicale regel
Een postlexicale regel is een fonologische regel die géén rechtstreekse toegang heeft tot het lexicon van een taal. Een dergelijke regel bezit de volgende kenmerken:
1. Hij geldt niet speciaal voor bepaalde grammaticale categorieën of  morfemen.
2. Er bestaan geen uitzonderingen op. Een postlexicale regel maakt als zodanig volledig deel uit van de basisfonologie van een bepaalde taal.
3. Een postlexicale regel kan nieuwe allofonen creëren, die niet voorkomen in de onderliggende vormen van een taal. Een voorbeeld in het Engels is de aspiratie van de beginklanken in bijvoorbeeld de woorden pen en ten. Deze klanken komen in het Engels niet voor als aparte fonemen.
4. Hij is niet makkelijk toegankelijk voor native speakers. De meeste moedertaalsprekers van het Engels zullen slechts met moeite het verschil horen tussen de uitspraak van de stemloze dentaal in stop en die in top, aangezien het hier voor hun gevoel om één en hetzelfde foneem gaat. (Daarentegen zal iemand die een heel andere taal dan het Engels als moedertaal heeft, bijvoorbeeld het Thai, dit subtiele verschil juist wél horen, aangezien t en tʰ voor hem twee aparte fonemen zijn).
5. Omdat hij niet aan de lexicale structuur gebonden is, kan een postlexicale regel ook over woordgrenzen heen gelden. Dit is bijvoorbeeld het geval bij regressieve assimilatie : [ɔb dun] is onderliggend [ɔp dun].
6. Een postlexicale regel geldt altijd pas ná een lexicale regel. Een regel die na een postlexicale regel geldt kan dus zelf ook alleen maar postlexicaal zijn[1].